# Liliuokalani Botanical Garden

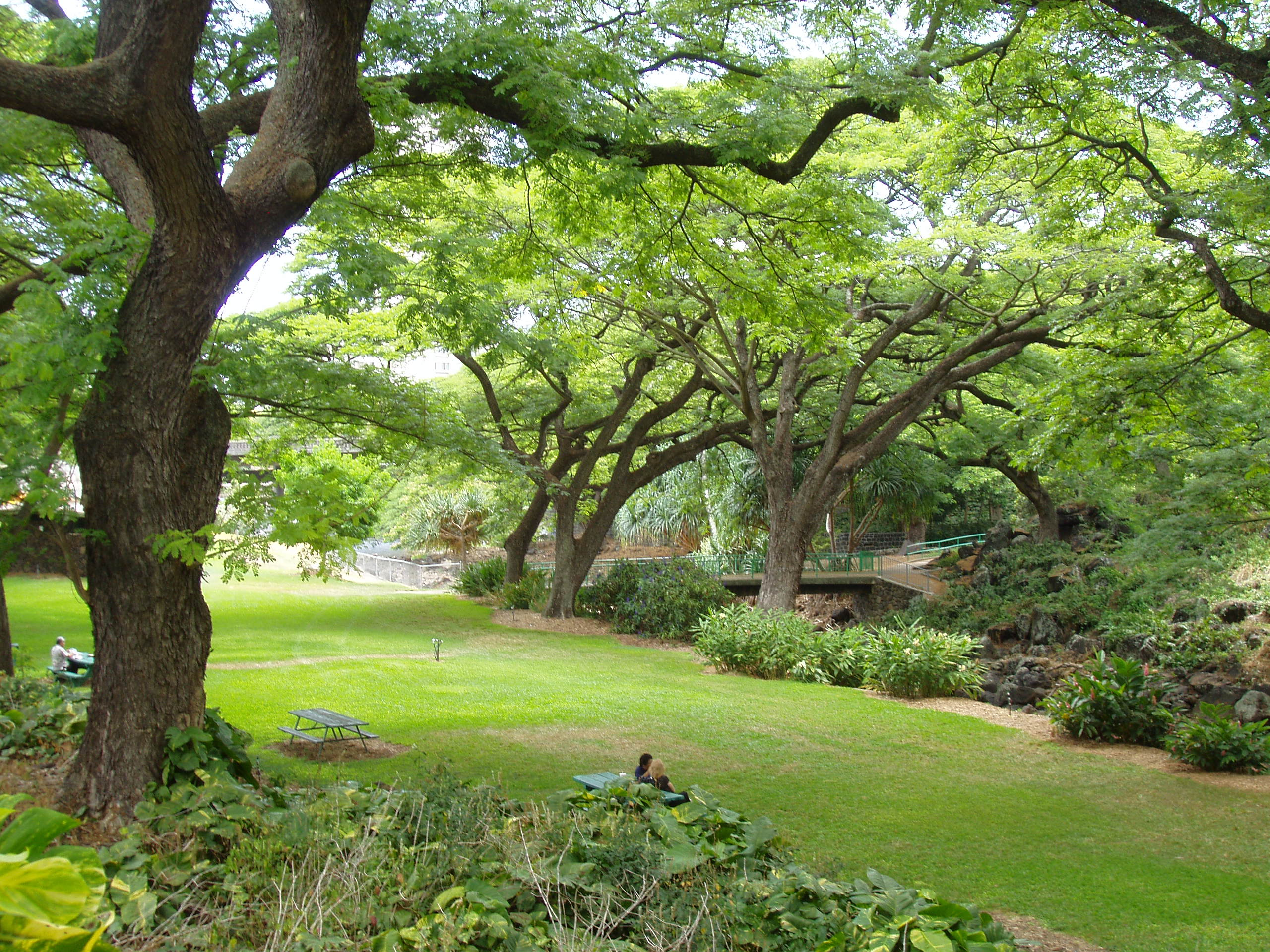
Liliuokalani Botanic Garden

De Liliuokalani Botanic Garden is een botanische tuin in Honolulu (Oahu, Hawaï). De tuin maakt deel uit van de Honolulu Botanical Gardens, een netwerk van vijf botanische tuinen op Oahu. Ten zuiden van deze tuin ligt de Foster Botanical Garden, die ook deel uitmaakt van dit netwerk. De Liliuokalani Botanic Garden heeft een oppervlakte van 3 ha. De tuin is dagelijks vrij toegankelijk.
Delen van de tuin waren ooit in het bezit van Liliuokalani, de laatste regerende vorst van Hawaï. Na haar dood, liet zij deze na aan de gemeenschap.
De tuin richt zich op planten die van nature voorkomen in Hawaï. Een beek en een waterval zijn in de tuin aanwezig.